# College Station (Texas)
College Station è una città della contea di Brazos, nel Texas, situata nel Texas centro-orientale, nel cuore della valle del Brazos, nel centro della regione conosciuta come Texas Triangle. Si trova a 130 km a nord-ovest di Houston e 140 km a nord-est di Austin. Secondo il censimento del 2010, College Station aveva una popolazione di 93 857 abitanti, che era aumentata a una popolazione stimata di 122 671 abitanti a novembre 2019. College Station e Bryan formano insieme l'area metropolitana di Bryan-College Station, la tredicesima area metropolitana più grande del Texas con 273 101 abitanti nel 2019.
College Station ospita il campus principale della Texas A&M University, l'istituzione di punta del Texas A&M University System. La città deve il suo nome e la sua esistenza alla posizione dell'università lungo una ferrovia. La tripla designazione del Texas A&M come istituzione di concessione terriera, mare e sovvenzione spaziale riflette l'ampia portata delle attività di ricerca che porta alla città, con progetti in corso finanziati da agenzie come la NASA, i National Institutes of Health, la National Science Foundation e l'Office of Naval Research.
Grazie in gran parte alla presenza della Texas A&M University, College Station è stata nominata dalla rivista Money nel 2006 la città più istruita del Texas e l'undicesima città più istruita degli Stati Uniti.

## Geografia fisica
Secondo l'Ufficio del censimento degli Stati Uniti, ha una superficie totale di 49,61 mi² (128,49 km²).

## Storia
Le origini di College Station risalgono al 1860, quando la Houston and Texas Central Railway iniziò a costruire attraverso la regione. Undici anni dopo, il sito è stato scelto come sede per il proposto Agricultural and Mechanical College of Texas, una scuola di concessione di terreni. Nel 1876, mentre la nazione celebrava il suo centenario, la scuola (rinominata Texas A&M University nel 1963) aprì le sue porte come la prima istituzione pubblica di istruzione superiore nello stato del Texas.
La popolazione di College Station crebbe lentamente, raggiungendo i 350 abitanti nel 1884 e i 391 abitanti all'inizio del secolo. Tuttavia, durante questo periodo, i miglioramenti dei trasporti avvennero in città. Nel 1900, la I&GN Railroad fu estesa a College Station (la linea fu abbandonata dalla Missouri Pacific Railroad Company nel 1965), e 10 anni dopo, fu creato un servizio di tram interurbani elettrici tra la Texas A&M e la vicina città di Bryan. I tram interurbani furono sostituiti da un sistema di autobus urbani negli anni 1920.
Nel 1930, la comunità a nord di College Station, conosciuta come North Oakwood, fu incorporata come parte di Bryan. College Station non fu incorporata fino al 1938 con John H. Binney come primo sindaco. Nel giro di un anno, la città istituì una commissione di suddivisione in zonizzazione e nel 1940 la popolazione aveva raggiunto i 2 184 abitanti.
La città è cresciuta sotto la guida di Ernest Langford, chiamato da alcuni il "padre di College Station", che ha iniziato un periodo di 26 anni come sindaco nel 1942.
La crescita della popolazione è accelerata dopo la seconda guerra mondiale quando la popolazione (studenti non compresi) ha raggiunto 7 898 nel 1950, 11 396 nel 1960, 17 676 nel 1970, 30 449 nel 1980, 52 456 nel 1990 e 67 890 abitanti nel 2000. La popolazione dell'area metropolitana di Bryan-College Station era di oltre 270 000 abitanti nel 2018.
Negli anni 1990, College Station e la Texas A&M University hanno attirato l'attenzione nazionale quando la George Bush Presidential Library è stata aperta nel 1997 e, più tragicamente, quando 12 persone morirono e 27 rimasero ferite nel crollo mentre era in costruzione il falò "Aggie" nel 1999.

## Società

### Evoluzione demografica
Secondo il censimento del 2010, la popolazione era di 93 857 abitanti.

### Etnie e minoranze straniere
Secondo il censimento del 2010, la composizione etnica della città era formata dal 77,2% di bianchi, il 6,8% di afroamericani, lo 0,4% di nativi americani, il 9,1% di asiatici, lo 0,1% di oceaniani, il 4,0% di altre razze, e il 2,4% di due o più razze. Ispanici o latinos di qualunque razza erano il 14,0% della popolazione.